# Mike Beebe
Pour les articles homonymes, voir Beebe (homonymie).
Mickey Dale Beebe, dit Mike Beebe, né le 28 décembre 1946 dans le comté de Jackson (Arkansas), est un homme politique américain. Membre du Parti démocrate, il est procureur général de l'Arkansas de 2003 à 2007, puis gouverneur de l'Arkansas de 2007 à 2015.

## Biographie

### Enfance
Mike Beebe naît à Amagon, une petite ville du comté de Jackson dans l'Arkansas. Il est élevé par sa mère, une serveuse, et ignore qui est son père.
Il passe son enfance et son adolescence au gré des déplacements de sa mère et vit ainsi à Détroit, Saint-Louis, Chicago, Houston et Alamogordo dans le Nouveau-Mexique, avant de revenir en Arkansas où il termine ses études secondaires en 1964.

### Études et service militaire
En 1968, il est diplômé en sciences politiques de l'université de l'Arkansas puis en droit en 1972. Il est réserviste dans l'armée américaine. Après ses études, il passe dix ans à Searcy, où il travaille comme juriste.

### Carrière politique
En 1982, il est élu au Sénat de l'Arkansas, où il siège pendant vingt ans. En 2002, il est élu procureur général de l'État.
Le 14 juin 2005, Mike Beebe annonce sa candidature aux primaires démocrates de l'élection pour le poste de gouverneur. Le 7 novembre 2006, il est élu gouverneur de l'Arkansas avec 55 % des voix contre 41 % au Républicain Asa Hutchinson, 2 % au candidat écologiste Jim Lendall et 2 % au candidat indépendant Rod Bryan. Il entre en fonction le 9 janvier 2007.
Le 2 novembre 2010, il est réélu pour un second mandat en obtenant 64 % des voix devant le républicain Jim Keet.
Après deux mandats de quatre ans, il ne peut se représenter et quitte ses fonctions de gouverneur le 13 janvier 2015. Le Républicain Asa Hutchinson, que  Mike Beebe avait battu lors de l'élection de 2006 est élu.

## Sources
- (en) Cet article est partiellement ou en totalité issu de l’article de Wikipédia en anglais intitulé « Robert J. Bentley » (voir la liste des auteurs).